# لويز فرناندو
لويز فرناندو هو لاعب كرة قدم برازيلي في مركز الهجوم، ولد في 11 يوليو 1999 في فلوريانوبوليس في البرازيل. لعب مع نادي تومبينس.